# Declan Brooks
Declan Lee Brooks (Portsmouth, 10 de julio de 1996) es un deportista británico que compite en ciclismo en la modalidad de BMX estilo libre.
Participó en los Juegos Olímpicos de Tokio 2020, obteniendo una medalla de bronce en la prueba de parque.
En los Juegos Europeos de Cracovia 2023 consiguió una medalla de bronce en la prueba de parque. Ganó una medalla de bronce en el Campeonato Europeo de Ciclismo BMX Estilo Libre de 2019.

## Palmarés internacional
| Juegos Olímpicos   | Juegos Olímpicos      | Juegos Olímpicos  | Juegos Olímpicos |
| Año                | Lugar                 | Medalla           | Competición      |
| ------------------ | --------------------- | ----------------- | ---------------- |
| 2020               | Tokio (Japón)         | Medalla de bronce | Parque           |
| Juegos Europeos    |                       |                   |                  |
| Año                | Lugar                 | Medalla           | Competición      |
| 2023               | Krzeszowice (Polonia) | Medalla de bronce | Parque           |
| Campeonato Europeo |                       |                   |                  |
| Año                | Lugar                 | Medalla           | Competición      |
| 2019               | Cadenazzo (Suiza)     | Medalla de bronce | Parque           |